# Munkmarsk
Munkmarsk (tysk Munkmarsch, nordfrisisk Munkmērsk eller Munkmäärsk) er en landsby beliggende nord for Kejtum ved Silds østkyst i Nordfrisland i det nordvestlige Sydslesvig. Administrativt hører landsbyen under Sild Kommune i Nordfrislands kreds i den tyske delstat Slesvig-Holsten. I kirkelig henseende hører Munkmarsk under Kejtum Sogn. Sognet lå i den danske tid indtil 1864 i Landskabet Sild (Utlande og senere Tønder Amt). 
Stednavnet dukker første gang op i skriftlige kilder i 1422. Munkmarsk har oprindelig kun været en enkelt gård nord for Kejtum kirke. I 1600-tallet byggedes der ovenfor det nuværende havn yderligere en gård til. Området var i besiddelse af Ribe Kloster, dette forklarer også navnet Munkmarsk. Først efter tilsandingen af den forhenværende havn i Kejtum, oprettedes der i 1859 en ny havn og tilhørende by på stedet. Munkmarsk udviklede sig i de følgende årtier til øens hovedhavn med færgetrafik til Højer Sluse. Turisterne kunne herfra køres videre til Vesterland med den 1888 nyoprettede øbane. Færgehaven og øbanen havde stor økonomisk betydningen, inden den nye Hindenburgdæmning gjorde de overflødig. Munkmarsk havn drives i dag som privat lystbådehavn. Færgehuset huser i dag et luksushotel. Nord for Munkmarks stræker sig den op til otte meter høje hvide klint hen imod Brarup. 